# المتحف الوطني للفنون الجميلة، كيشيناو
المتحف الوطني للفنون الجميلة (بالرومانية: Muzeul Național de Artă)‏ هو متحف في كيشيناو، مولدوفا، أسس في نوفمبر 1939 على يد ألكسندرو بلومودلو وأوغست بيلايير.

## ملخص

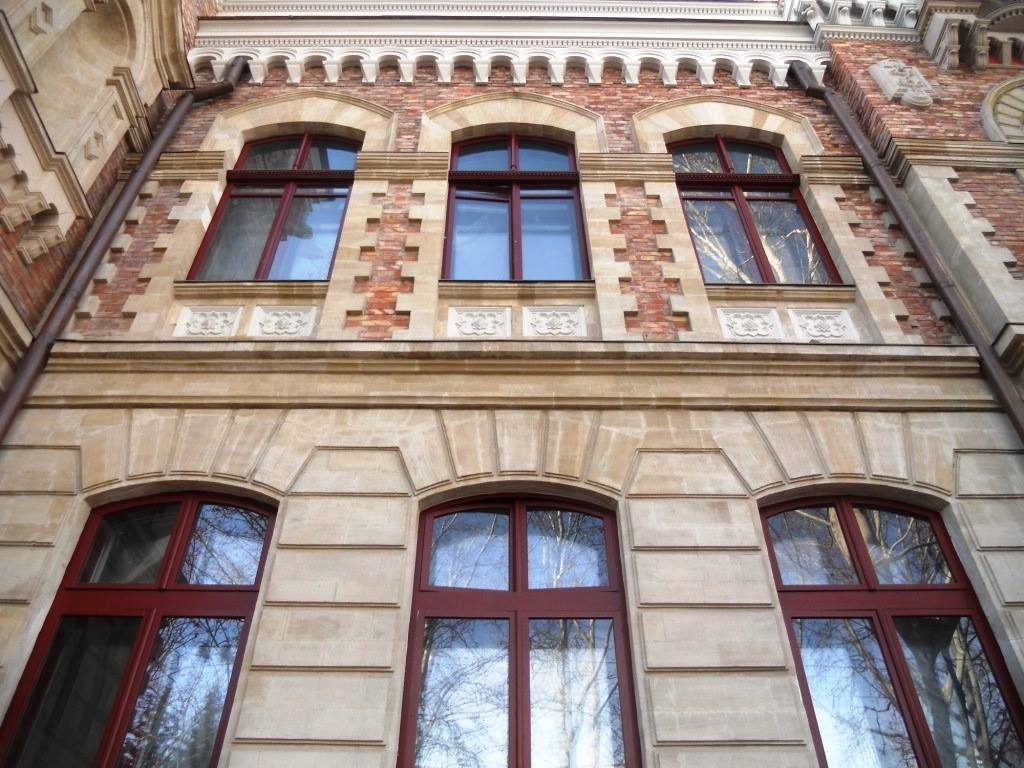
المبنى الرئيسي للمتحف

في عام 1939 ، اختار النحات ألكسندرو بلوميديلي حوالي 160 عملاً لفنانين من بيسارابيا والرومانيین من أجل إنشاء أول معرض للصور في كيشيناو من إخراج أوغست بيلايير، رسام وأستاذ في جامعة تشيسيناو للفنون الجميلة. تم افتتاح أول متحف للفنون الجميلة بسارابيان في 26 نوفمبر 1939 ؛ التي حلت محل متحف الفن الوطني في مولدوفا. في بداية الحرب العالمية الثانية، تم تحميل الأعمال الفنية المعروضة في المعرض ، إلى جانب الأعمال الأخرى التي تبرعت بها وزارة الثقافة الرومانية في شاحنتين وتسليمها إلى خاركيف ؛ ولا يزال مصير هذه الجماعات مجهولا.

### مبنى
مبنی المتحف (المهندس المعماري الكسندر برنارداتزي) هو نصب تذكاري تاريخي في مولدوفا. كان يُعرف باسم ملعب دادياني سابقاً.

## المعارض الفردية
يحتوي المتحف على معارض عامة ومحددة. كانت أدا زيفين من بين أولئك الذين أقاموا معارض فردية في أعوام 1960 و 1970 و 1980.

## أنظر أيضا
- المتحف الوطني للفنون في رومانيا

## وصلات خارجية
- المتحف الوطني للفنون في كيشيناو
- الفنان الأوروبي Auguste Baillayre ، omagiat la Muzeul de Artă din Chișinău
- الموقع الرسمي